# Сосна (заказник)
Сосна́ — ландшафтний заказник місцевого значення в Україні. Розташований у межах Прилуцького району Чернігівської області, на північ від села Валки. 
Площа 34,6 га. Статус присвоєно згідно з рішенням 19-ї сесії Чернігівської облради 7-го скликання від 25.09.2019 року № 21-19/VII. Перебуває у віданні ДП «Прилуцьке лісове господарство» (Прилуцьке л-во, кв. 9). 
Статус присвоєно для збереження частини лісового масиву, що зростає на заплаві річки Удай. У деревостані переважає сосна (вік деяких дерев бл. 100 років). У домішку: дуб черешчатий, береза бородавчаста, клен гостролистий, липа, вільха. Серед рідкісних рослин, занесених до Червоної книги України, трапляються конвалія лісова, сон великий та підсніжник білосніжний. Фауна представлена такими рідкісними видами: жук-олень, жук-вусач великий дубовий, шуліка рудий, тхір лісовий.